# حكومة مدينة طوكيو الكبرى

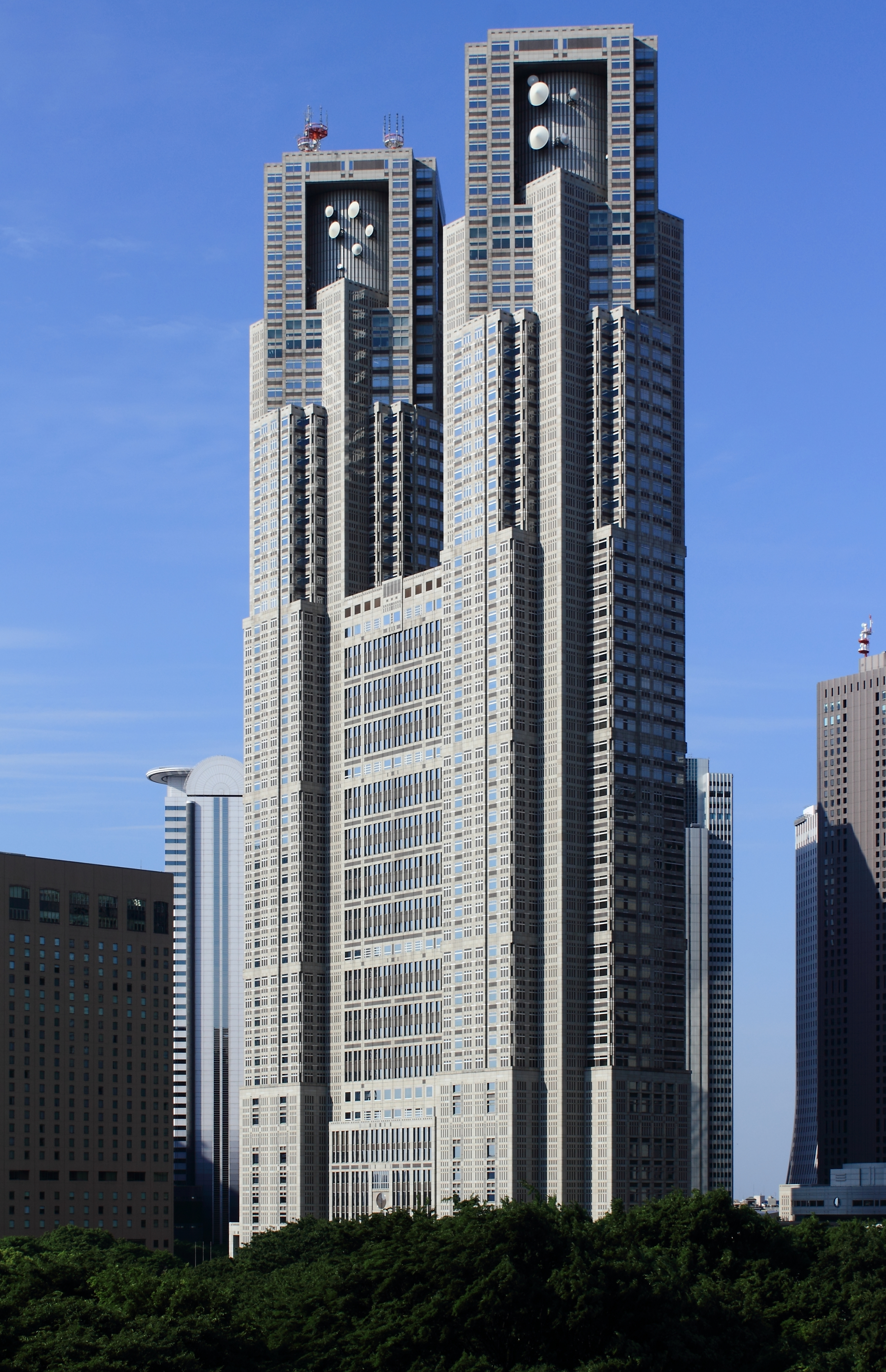
مبنى حكومة العاصمة طوكيو.

حكومة مدينة طوكيو الكبرى Tokyo Metropolitan Government (東京都庁 Tōkyōto-chō) هي حكومة منطقة طوكيو الكبرى، إحدى محافظات اليابان الـ47، وتتكون حكومتها من حاكم ومجلس منتخب شعبيًا (برلمان). يقع المقر الرئيسي في حي «شينجوكو» . تتولى حكومة العاصمة الكبرى إدارة الأحياء والمدن والبلدات والقرى الخاصة التي تشكل جزءًا من منطقة طوكيو الكبرى. مع تعداد سكاني يقارب 14 مليون نسمة يعيشون داخل حدودها، والعديد منهم يتنقلون من المحافظات المجاورة، فلدي حكومة العاصمة الكبرى سلطة سياسية كبيرة داخل اليابان.

## هيكل مدينة طوكيو
وفقًا للقانون الياباني ، تم تصنيف طوكيو على أنها مدينة كبرى .  تتضمن منطقة طوكيو الكبرى العشرات من الكيانات الأصغر حجمًا، بما في ذلك ثلاثة وعشرون منطقة خاصة والتي كانت تشكل مدينة طوكيو حتى عام 1943 ولكنها الآن لديها حكومات محلية فردية، ولكل منها رئيس ومجلس. بالإضافة إلى هذه الحكومات المحلية الـ 23، تضم طوكيو أيضًا 26 مدينة (市-shi)، وخمس بلدات (町-chō أو machi)، وثماني قرى (村-son أو -mura)، ولكلاً منها حكومة محلية. وتقع هذه البلديات الأخرى في الجزء الغربي من المحافظة، فضلاً عن سلاسل الجزر النائية «إيزو» و«أوغاساوارا».

## مجلس العاصمة طوكيو
مجلس العاصمة الكبرى هو الجهاز التشريعي لمحافظة طوكيو بأكملها. يتكون من 127 عضواً يتم انتخابهم كل أربع سنوات. تعقد الدورات العادية أربع مرات كل عام، في فبراير، ويونيو، وسبتمبر، وديسمبر. تستمر هذه الجلسات عادة لمدة 30 يومًا. بين هذه الجلسات هناك جلسات عامة يتم فيها مناقشة مشاريع القوانين. 

## المحافظ
كما هو الحال في المحافظات الأخرى في اليابان، ينتخب سكان طوكيو المحافظ بشكل مباشر لمدة أربع سنوات. لا يوجد حد لعدد الفترات التي يجوز للشخص أن يخدم فيها. على عكس أنظمة مجلس الوزراء، حيث يتم اتخاذ القرارات بالإجماع، يتمتع الحاكم بسلطة اتخاذ القرارات السياسية وإنفاذ السياسة. وباعتباره الرئيس التنفيذي لمدينة طوكيو، الذي يحكم منطقة تضم 13 مليون نسمة وناتج محلي إجمالي يضاهي في حجمه بعض البلدان، فإنه يتمتع بأكبر قدر من النفوذ بين حكام اليابان. على النقيض من المحافظات الأخرى، يتمتع حاكم طوكيو بدور مهم نسبيًا نظرًا لحجم ميزانية طوكيو (13 تريليون ين اعتبارًا من عام 2014، وهو ما يعادل تقريبًا ميزانية حكومة السويد ).[بحاجة لمصدر]. وتتمتع حكومة منطقة طوكيو الحضرية أيضًا بحرية نسبية في كيفية تخصيص الميزانية، حيث إنها لا تخضع لإعانات الحكومة الوطنية التي تتلقاها المحافظات الأخرى. تقع مسؤولية الموافقة على ميزانية المدينة على عاتق المحافظ والمجلس. يجوز للمجلس التصويت على سحب الثقة من المحافظ، ويجوز للحاكم أن يأمر بحل الجمعية. 